# Mexicaanse algemene verkiezingen 1991
Op zondag 18 augustus 1991 vonden er in Mexico congresverkiezingen plaats. Er werd gestemd voor 500 leden voor de kamer van afgevaardigden. Wegens een hervorming van het kiessysteem werd ook gekozen voor 32 van de 64 leden van de Kamer van Senatoren, hoewel senaatsverkiezingen normaliter slechts om de zes jaar, gelijk met presidentsverkiezingen, plaatsvinden.
De verkiezingen vonden plaats onder het presidentschap van Carlos Salinas. Salinas had de presidentsverkiezingen van 1988 gewonnen hoewel de werkelijke winnaar vrijwel zeker Cuauhtémoc Cárdenas was geweest en Salinas slechts door verkiezingsfraude had gewonnen. Cárdenas had een jaar later de Partij van de Democratische Revolutie (PRD) opgericht om de linkse oppositie tegen Salinas' Institutioneel Revolutionaire Partij (PRI) te bundelen. De derde partij van betekenis was de conservatieve Nationale Actiepartij (PAN). In totaal namen er tien partijen deel, het grootste aantal dat ooit aan landelijke verkiezingen heeft deelgenomen. De verkiezingen bleken echter een overwinning voor de PRI te worden. De partij maakte het verlies bij de congresverkiezingen van 1988 grotendeels goed. De partij haalde 320 van de 500 zetels, 48 meer dan drie jaar eerder en slechts elf te weinig om een tweederdemeerderheid te halen. Alle oppositiepartijen verloren zetels.
De PRD kwam met 41 zetels voor het eerst in de Kamer van Afgevaardigden, doch haalde minder zetels dan de partijen die in 1988 Cárdenas gesteund hadden. De Trotskistische Revolutionaire Arbeiderspartij (PRT) haalde minder dan een procent van de stemmen waarmee het haar registratie verloor. Van de 32 te verdelen senaatszetels kwamen er 31 in handen van de PRI. Een zetel werd gewonnen door de PAN, die daarmee voor het eerst in haar geschiedenis een senaatszetel haalde. Deze zetel werd gewonnen door Héctor Terán Terán voor de staat Neder-Californië.
In verschillende plaatsen in het land werd melding gemaakt van verkiezingsfraude. Het ging voornamelijk om stembureaus waarbij meer stemmen werden uitgebracht dan er stemgerechtigden waren. De PRI probeerde deze praktijken vaak te maskeren door het overschot aan stemmen, en dan uiteraard vooral die voor de oppositie, ongeldig te laten verklaren, zodat de uiteindelijke opkomst onder de 100% bleef.

## Officiële uitslagen

### Kamer van Afgevaardigden
| Partij/Alliantie                                                     | Zetels | Percentage |
| -------------------------------------------------------------------- | ------ | ---------- |
| Nationale Actiepartij (PAN)                                          | 89     | 16,82%     |
| Institutioneel Revolutionaire Partij (PRI)                           | 320    | 58,47%     |
| Socialistische Volkspartij (PPS)                                     | 12     | 1,71%      |
| Partij van de Democratische Revolutie (PRD)                          | 41     | 7,91%      |
| Partij van het Cardenistisch Front van Nationale Wederopbouw (PFCRN) | 23     | 4,13%      |
| Authentieke Partij van de Mexicaanse Revolutie (PARM)                | 15     | 2,04%      |
| Mexicaanse Democratische Partij (PDM)                                | 0      | 1,03%      |
| Revolutionaire Arbeiderspartij (PRT)                                 | 0      | 0,56%      |
| Ecologische Partij van Mexico (PEM)                                  | 0      | 1,37%      |
| Partij van de Arbeid (PT)                                            | 0      | 1,08%      |
| niet-geregistreerde kandidaten                                       | 0      | 0,06%      |

### Kamer van Senatoren
NB: het zetelaantal tussen haakjes is inclusief de in 1988 al behaalde zetels.
| Partij/Alliantie                                                                               | Zetels            | Percentage |
| ---------------------------------------------------------------------------------------------- | ----------------- | ---------- |
| Nationale Actiepartij (PAN)                                                                    | 1 (1)             | 16,78%     |
| Institutioneel Revolutionaire Partij (PRI)                                                     | 31 (61)           | 58,66%     |
| Alliantie PPS+PRD Socialistische Volkspartij (PPS) Partij van de Democratische Revolutie (PRD) | 0 (2) 0 (0) 0 (2) | 8,58%      |
| Partij van het Cardenistisch Front van Nationale Wederopbouw (PFCRN)                           | 0 (0)             | 4,95%      |
| Authentieke Partij van de Mexicaanse Revolutie (PARM)                                          | 0 (0)             | 2,00%      |
| Mexicaanse Democratische Partij (PDM)                                                          | 0 (0)             | 1,14%      |
| Revolutionaire Arbeiderspartij (PRT)                                                           | 0 (0)             | 0,65%      |
| Ecologische Partij van Mexico (PEM)                                                            | 0 (0)             | 1,34%      |
| Partij van de Arbeid (PT)                                                                      | 0 (0)             | 1,06%      |
| niet-geregistreerde kandidaten                                                                 | 0 (0)             | 0,06%      |

1917 · 1920 · 1922 · 1924 · 1926 · 1928 · 1929 · 1930 · 1932 · 1934 · 1937 · 1940 · 1943 · 1946 · 1949 · 1952 · 1955 · 1958 · 1961 · 1964 · 1967 · 1970 · 1973 · 1976 · 1979 · 1979 · 1982 · 1985 · 1988 · 1991 · 1994 · 1997 · 2000 · 2003 · 2006 · 2009 · 2012 · 2015 · 2018 · 2021 · 2024 · 2027